# Amerikansk morkulla
Amerikansk morkulla (Scolopax minor) är en nordamerikansk vadarfågel i familjen snäppor.

## Utseende och levnadssätt
Amerikansk morkulla är en kompakt vadarfågel, med lång rak näbb och proportionellt stort öga. Trots att den tillhör gruppen snäppor lever den till största delen i höglandsbiotoper där den mest uppehåller sig på marken i unga, buskiga skogshabitat där dess kryptiska fjäderdräkt i brunt, svart och grått ger den ypperligt kamouflage.

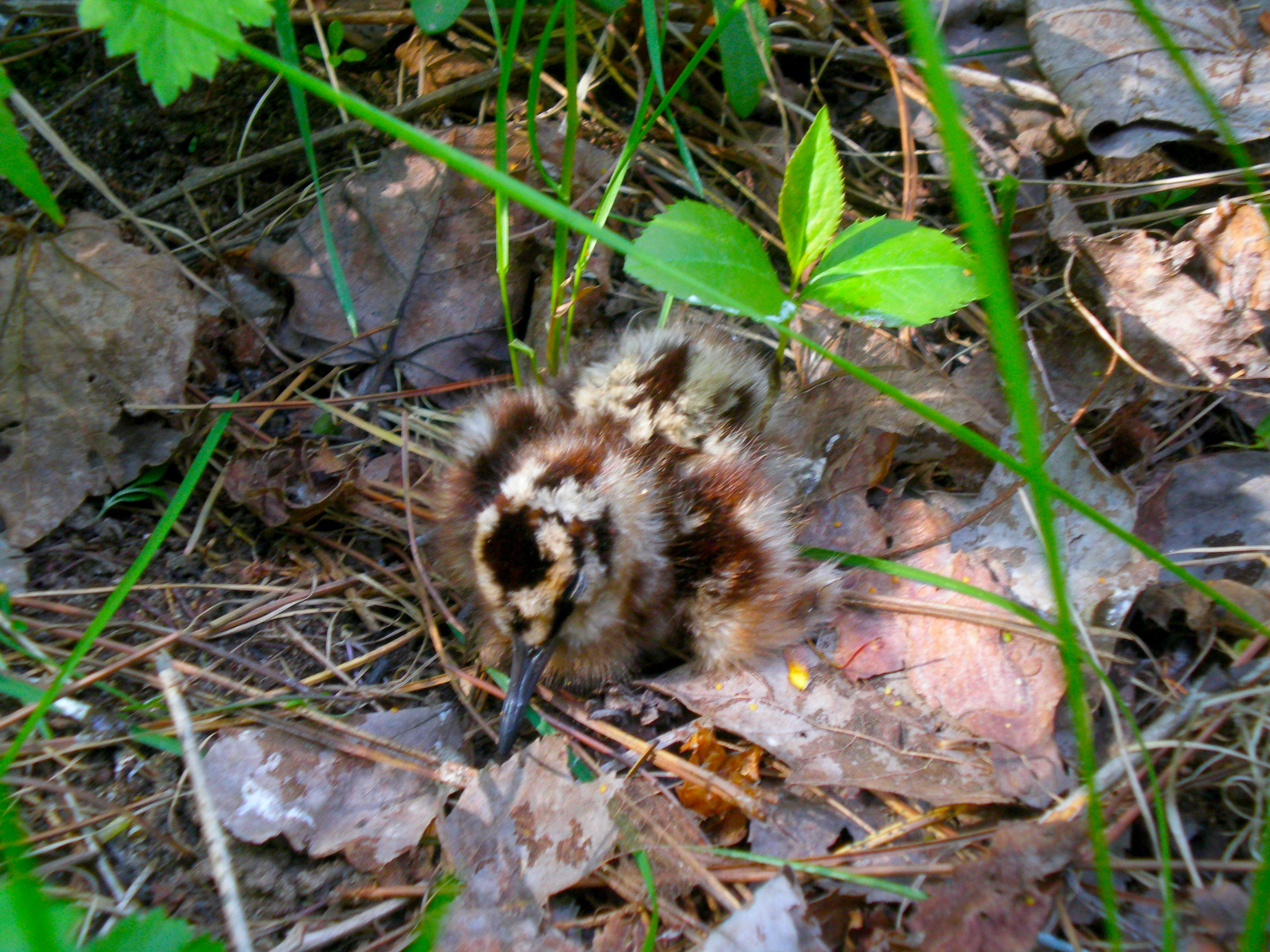
Dunungar.

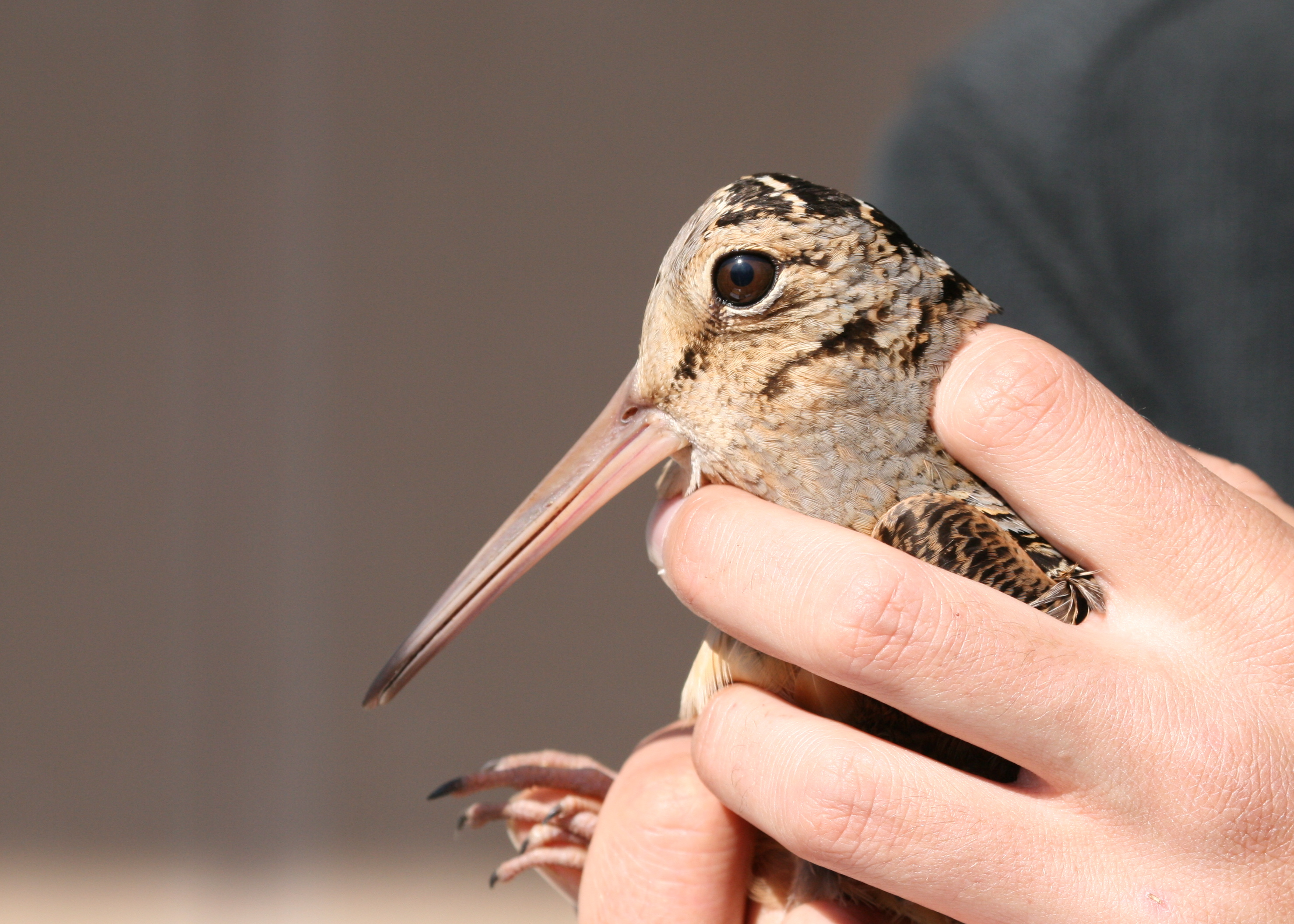
Som andra morkullor har den lång rak näbb.

## Utbredning och systematik
Amerikansk morkulla är den enda nu levande morkullan som förekommer i Nordamerika. Den är en flyttfågel som häckar i östra Kanada och USA, och övervintrar så långt söderut som Golfkusten. Arten är en mycket sällsynt gäst i Europa, med endast ett fynd från 28 oktober 2006 när en ungfågel sköts i franska Sorges-en-Périgord i departementet Dordogne.
Arten behandlas som monotypisk, det vill säga att den inte delas in i några underarter.

## Amerikansk morkulla och människan
På grund av hanens speciella spelflykt välkomnas den som ett vårtecken i artens norra utbredningsområde men den är också ett uppskattat vilt och cirka 540 000 skjuts årligen av jägare i USA. Sedan 1960-talet har populationen i snitt årligen minskat med lite mer än 1 % vilket de flesta bedömare skyller på habitatförstöring. Trots det kategoriserar IUCN arten som livskraftig. Världspopulationen uppskattas bestå av 3,5 miljoner vuxna individer.